# Almspitz
Almspitz (2188 m n. m.) je hora v Rottenmannských Taurách na území rakouské spolkové země Štýrsko. Nachází se v krátké boční rozsoše, která vybíhá z hory Hochhaide (2363 m) směrem na východ. S Hochhaide ji na západě spojuje zubatý hřeben Schafzähne a na východě klesá hřbet Schafriedel do údolí. Pod jižními svahy hory se rozkládá jezero Grünersee.

## Přístup
- po neznačené cestě od Triebenu nebo od Hohentauern

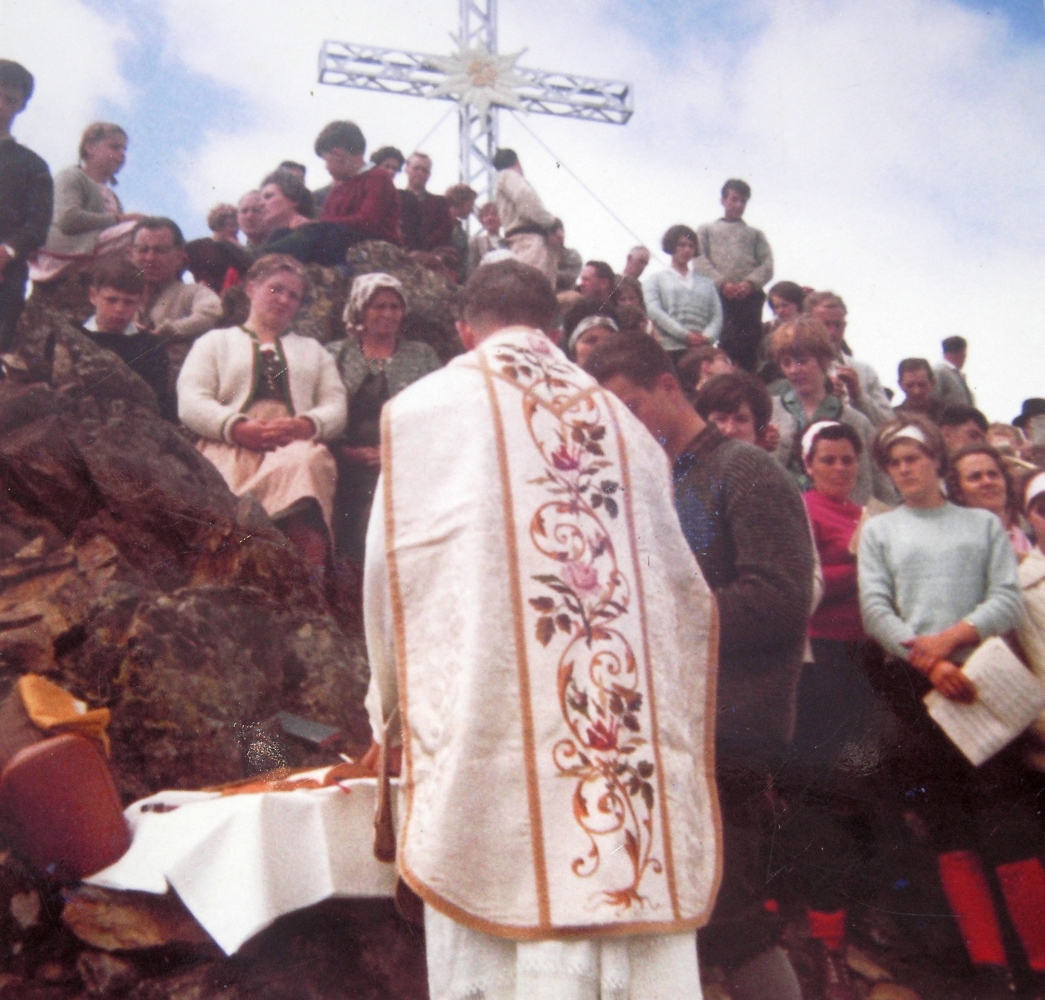
Žehnání vrcholového kříže